# Mia electric

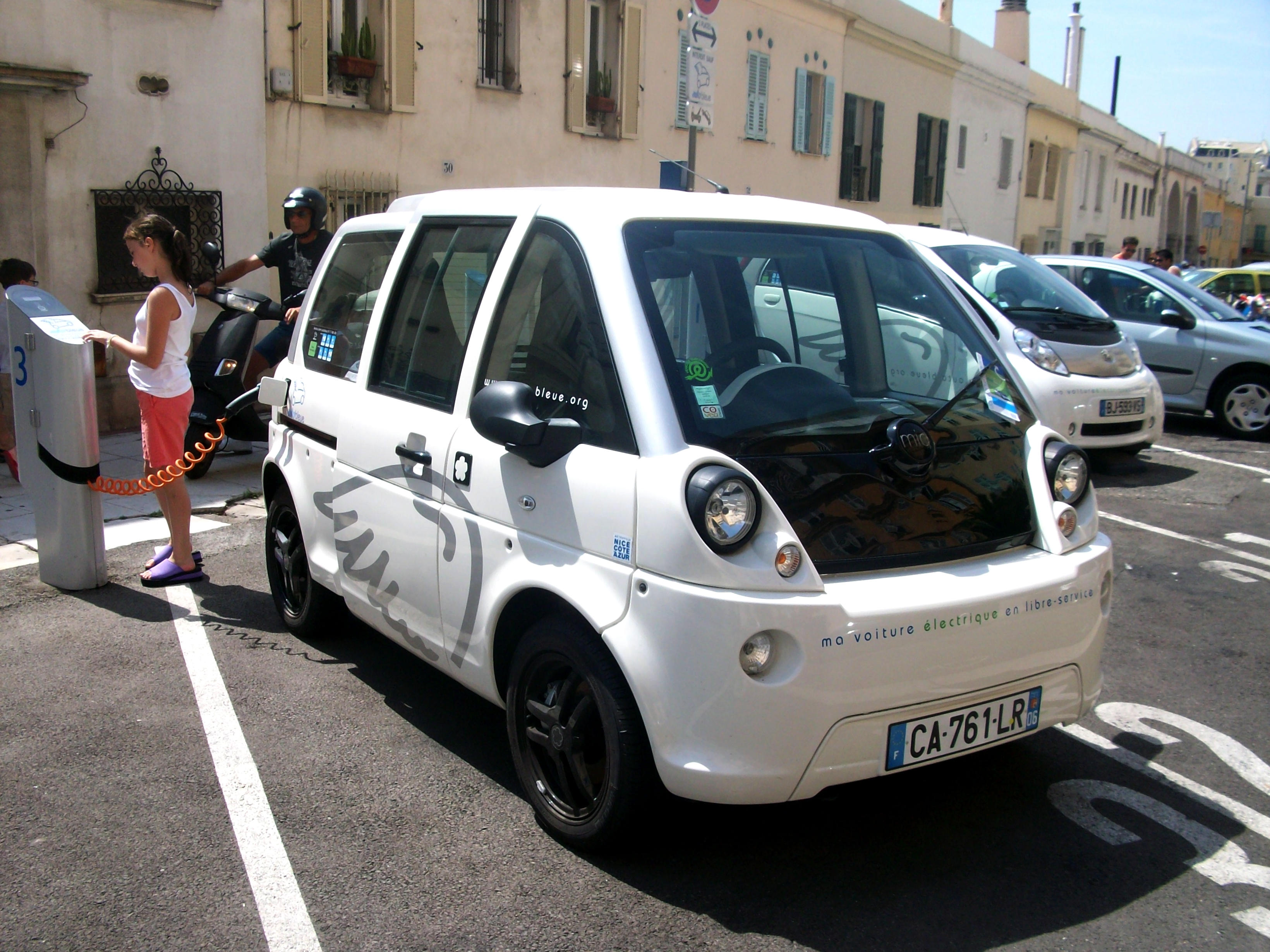
Een mia die wordt opgeladen

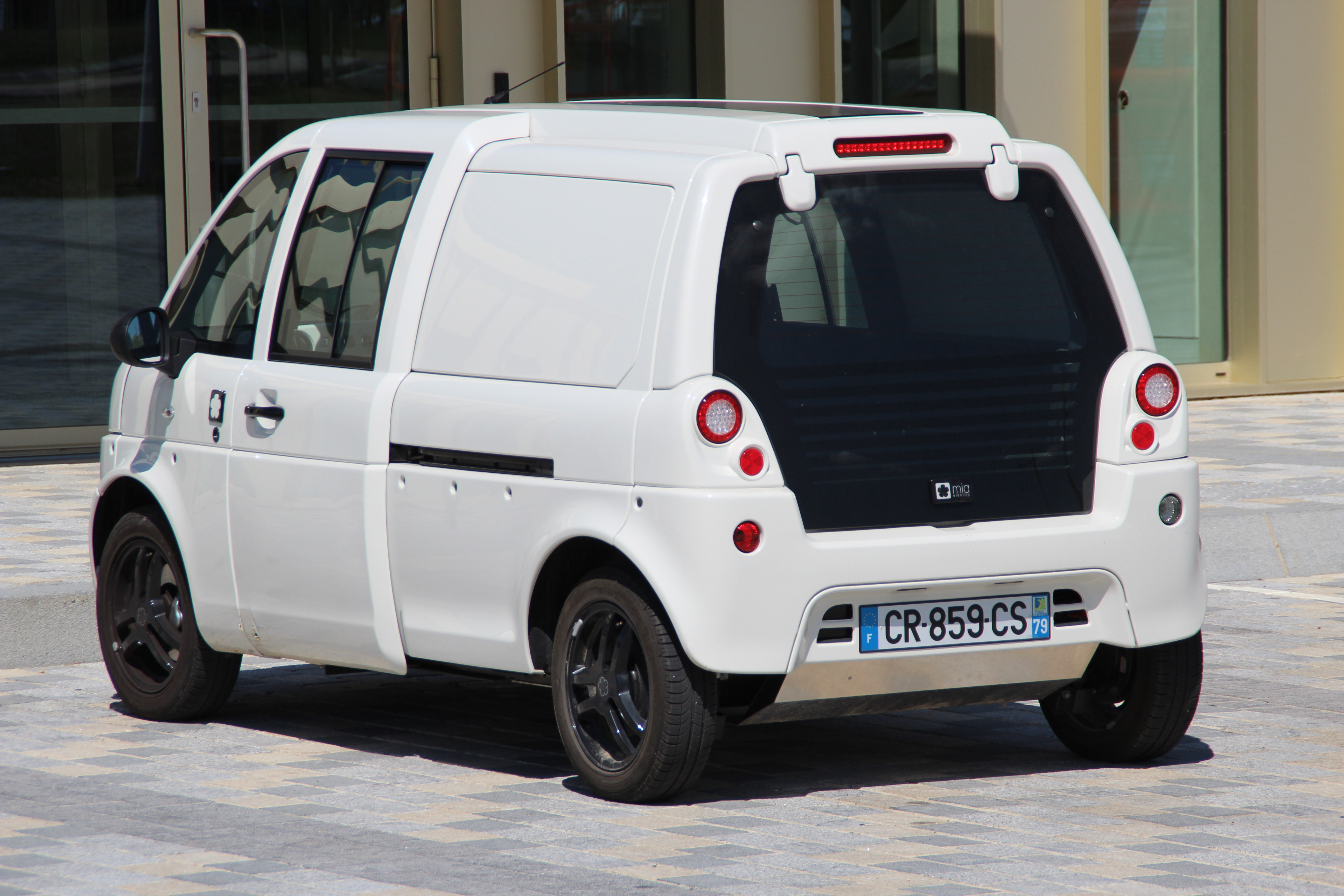
Een mia U (bestelwagen-versie)

Mia electric was een Franse constructeur van elektrische wagens, gevestigd in Cerizay. 
Het bedrijf ontstond in juli 2010 door de opsplitsing van de Heuliez-groep. Mia electric nam de activiteiten van Heuliez op het gebied van elektrische voertuigen over. Het is in juni 2011 begonnen met de productie en de eerste exemplaren van de mia kwamen in 2012 op de markt. 
De mia is een "microbus", gebaseerd op de Heuliez Friendly, een conceptauto die Heuliez voorstelde op de Mondial de l'Automobile van 2008 in Parijs. De mia is geproduceerd in drie uitvoeringen:
- de korte mia, met een lengte van 2,87 m en twee schuifdeuren. Er zijn drie zitplaatsen achter elkaar voor de bestuurder en twee passagiers. De breedte is 1,64 m en de hoogte 1,55 m
- de mia L is langer met 3,19 m en heeft vier zitplaatsen
- de mia U is een kleine bestelwagen met een zitplaats voor de chauffeur en een laadruimte van ongeveer 1,5 m³. Een tweede zitplaats is optioneel.

De motor is een elektromotor van 18 kW en de energie wordt geleverd door een LFP-accu van 8 kWh, waarmee een bereik van 80 km mogelijk is. Optioneel kan een batterij van 12 kWh geïnstalleerd worden waarmee 125 km mogelijk is. De maximumsnelheid is 100 km/u. De mia kan opgeladen worden aan een standaard 220V/16A contactdoos in 3 respectievelijk 5 uur naargelang het batterijtype.
Alle versies voldoen aan de Europese voorschriften voor personenvervoer en mogen op de autosnelwegen rijden. Ze zijn voorzien van een airbag voor de chauffeur, ABS en remassistentie. In 2014 is het bedrijf failliet verklaard.